# 成府小学
成府小学创始于1916年，现已并入中关村第二小学。并校前，其主要校舍位于北京市成府街15号。

## 创办和初期
著名教育家陈鹤琴在清华大学求学期间，于1912年在成府创立了义务小学，自任校长。1915年，由清华大学周诒春、李广诚、唐孟伦、陈筱田领导，于清华大学子弟学校成志学校同时，在成府槐树街路北的九间民房创办成府小学，主要招收蓝旗营、水磨、成府和大石桥等地区的社会底层子弟。成府小学被认为继承了陈鹤琴的义务小学。
成府小学初期的经费基本来自发起人和资助人的赞助，以清华学校华员公会为核心，许多清华同人都参与了办学经费的筹措。清华大学学生，如闻一多等，曾通过演剧的方式为其募集经费。成府小学初期的办学特色是，除了开设文化课，也有木工科以传授谋生之手艺。
1923年，成府小学由清华学校华员公会接办。学校设董事会，由清华大学校长任董事长，由董事会聘请校长。先后有张廷玉、虞谨庸、傅任敢等人担任校长。办学期间，清华大学曾募捐1935年，由于校舍租约问题，成府小学迁至“新南院门外之隙地”（即现清华大学附属小学校址）。
抗战前夕，时教育部规定私立学校不得以地名为校名，成府小学遂更名为“诚孚小学”。1937年，日军占领清华园火车站后，时任诚孚小学校长傅任敢无法维继学校之经营，遂关闭学校南下。诚孚小学的结余经费16000元，由叶企孙捐赠给吕正操以资抗日。给抗战胜利后，诚孚小学和成志学于诚孚小学原址校合并复校，称成志学校。

## 后期与并校
1947年，在成府村蒋家胡同太平庵（现北京大学廖凯源楼附近）成立了公立成府小学。中华人民共和国成立后，随着政区划分的变化发生多次校名变更，如“第十六区成府小学”、“第十三区成府小学”、“海淀区成府小学”等。1951年，在燕京大学附属小学搬迁后的成府村原址建立成府小学分校。1962年，大石桥小学亦作为二分校被并入。成府小学一分校1984年被海淀走读大学租用，成为其第一个校址。
并校前，成府小学主要在北京大学和清华大学周边招收非教职工子弟。该校规模较小，相比附近的北京大学附属小学、清华大学附属小学教育条件较差。2003年，被中关村第二小学并校，成为其一个校区，后亦被弃而不用。在2009年，成府小学的原校舍被拆除。
并校前，乃是北京大学学生参与社会实践的基地。北京大学爱心社，非营利性民间公益组织一耽学堂都曾在成府小学开展过活动。
清华大学附属小学亦将成府小学引为办学渊源之一。